# Vidoc
Die rote Rebsorte Vidoc stammt aus Frankreich. Sie ist eine Hybridrebe (interspezische Kreuzung), die aus einer Kreuzung der Sorten Regent x VRH3082-1-48 hervorging. Regent entstand am Institut für Rebenzüchtung Geilweilerhof. Die Versuchsrebe VRH3082-1-48 wurde von Alain Bouquet im Weinbauinstitut in Bordeaux gezüchtet. Aus der gleichen Züchtungsreihe ging die Sorte Artaban hervor.
Ziel der Kreuzung war es, mindestens 95 % des Genmaterials von Vitis vinifera beizubehalten und sogenannte Resistenzgene gegen die beiden Varianten des Mehltaus einzubinden. Seit dem Jahr 2018 ist Vidoc in die Sortenliste eingetragen. Der Einsatz von Fungiziden soll sich um 80 – 90 Prozent verringern.
Die Weine aus Vidoc sind von tiefer Farbe, konzentriert und gut strukturiert. Die Aromen sind komplex, von Frucht- und Gewürzarmonen dominiert.

## Resistenzzüchtung
Im Jahr 2000 wurde das Resistenzzüchtungsprogramm „Résistances Durables - ResDur“ durch das INRA  aufgelegt
Insgesamt 3 Versuchsserien wurden im Vorfeld auf langfristiger Basis identifiziert. Bei Serie 1 (ResDur 1) wurden Versuchsreben auf Basis von Vitis rotundifolia (mit den Resistenzgenen Rpv 1 und Run 1) mit Hybridreben des JKI (Resistenzgene Rpv 3 und Ren 3) gekreuzt. Die selektierten Resistenzgene haben bislang ihre Wirksamkeit bei den Krankheiten Plasmopara viticola und Erysiphe necator gezeigt. wobei die Hauptgene Rpv1 (Mehltau) und Run1 (Echter Mehltau) mit anderen Resistenzgenen assoziiert sind, wurden präsentiert.
4 Sorten der ersten Versuchsreihe, Voltis, Floreal, Vidoc und Artaban (2 weiße und 2 rote), die im Oktober 2015 in den offiziellen Katalog eingetragen wurden, wurden zu Beginn der Kampagne 2018 klassifiziert.

## Ampelographische Sortenmerkmale
- Die Triebspitze ist offen. Sie ist mäßig behaart. Die grünen Jungblätter sind auf der Blattunterseite sehr leicht behaart.
- Die Blätter sind fünf bis siebenlappig und wenig gebuchtet. Die Stielbucht ist off. Die Zähne sind im Vergleich der Rebsorten groß. Die Blattoberfläche ist blasig gewellt.
- Die mittelgroßen Trauben sind zylindrisch bis konisch aufgebaut, geschultert und kompaktbeerig. Die kleinen, rundlichen Beeren sind dünnhäutig und von blau-schwarzer Farbe.

Die mittelspät reifende, ertragsreiche Rebe treibt ähnlich früh wie Gamay und Grenache aus, ist widerstandsfähig gegen Falschen Mehltau, und Echten Mehltau, aber empfindlich gegenüber Schwarzfäule der Rebe. Die Sorte reagiert empfindlich auf einen Magnesiummangel im Boden.

## Synonyme
IJ 58, INRA/JKI 58